# Gilakijština
Gilakijština je íránský jazyk používaný zejména Gilaky žijícími na jižním pobřeží Kaspického moře. Je úzce příbuzný s mazandaránštinou a vyskytují se v něm některé prvky kavkazských jazyků (konkrétně zejména kartvelských jazyků). Jazyk má celkem tři nářečí (východní, západní a Galeshi).
Jazyk je užíván zejména v provincii Gílán, nicméně zasahuje také do provincií Mázandarán, Kazvín a Alborz. Jazykem hovoří asi 3 až 4 miliony obyvatelů Íránu, nicméně vzhledem k tomu, že valná většina mluvčích hovoří také persky, užívání jazyka upadá.